# Objabilmerguez
Objabilmerguez – pieczone kiełbaski w pikantnym sosie pomidorowym, podane z ziemniakami, dużą ilością czosnku oraz jajkiem. Tradycyjna potrawa kuchni tunezyjskiej.